# Bigcreekita
La bigcreekita és un mineral de la classe dels silicats. Rep el nom de la seva localitat tipus.

## Característiques
La bigcreekita és un silicat de fórmula química BaSi₂O₅(H₂O)₄. Va ser aprovada com a espècie vàlida per l'Associació Mineralògica Internacional l'any 1999, i la primera publicació data del 2001. Cristal·litza en el sistema ortoròmbic. La seva duresa a l'escala de Mohs es troba entre 2 i 3.
Segons la classificació de Nickel-Strunz, la bigcreekita pertany a «09.DF - Inosilicats amb 2 cadenes múltiples periòdiques» juntament amb els següents minerals: chesterita, clinojimthompsonita, jimthompsonita, ierxovita, paraierxovita, tvedalita i bavenita.

## Formació i jaciments
Va ser descoberta a l'esquire No. 7, de Big Creek, al comtat de Fresno (Califòrnia, Estats Units). També ha estat descrita a la propera Rush Creek, així com al dipòsit de silicats de bari de Trumbull Peak, al comtat de Mariposa, també a Califòrnia. Aquests tres indrets són els únics on ha estat descrita aquesta espècie mineral.